# 谭文英
谭文英（1967年10月—），女，汉族，江西崇仁人，中华人民共和国政治人物。现任江西省市场监督管理局副局长。第十四届全国政协委员。